# Ernzen
Ernzen (en luxemburguès: Iernzen; en alemany: Ernzen) és una vila de la comuna de Larochette situada al districte de Luxemburg del cantó de Mersch. Està a uns 18 km de distància de la ciutat de Luxemburg.

## Geografia
La vila d'Ernzen es troba a la vall de l'Ernz Blanc, un afluent del Sauer.